# Lo Baucet (Var)
|  | «Lo Baucet (Var)» redirigeix aquí. Vegeu-ne altres significats a «Lo Baucet». |

Lo Baucet (nom occità, ço és "el Petit Balç") (en francès Le Beausset) és un municipi francès situat al departament del Var i a la regió de Provença – Alps – Costa Blava. L'any 1999 tenia 7.800 habitants.

## Demografia
| Evolució de la població |       |       |       |       |       |       |       |       |
| 1793                    | 1800  | 1806  | 1821  | 1831  | 1836  | 1841  | 1846  | 1851  |
| 3 080                   | 2 980 | 3 269 | 3 367 | 3 326 | 3 050 | 2 772 | 2 822 | 2 833 |

| 1856  | 1861  | 1866  | 1872  | 1876  | 1881  | 1886  | 1891  | 1896  |
| ----- | ----- | ----- | ----- | ----- | ----- | ----- | ----- | ----- |
| 2 667 | 2 692 | 2 569 | 2 513 | 2 555 | 2 014 | 1 754 | 1 797 | 1 920 |

| 1901  | 1906  | 1911  | 1921  | 1926  | 1931  | 1936  | 1946  | 1954  |
| ----- | ----- | ----- | ----- | ----- | ----- | ----- | ----- | ----- |
| 2 043 | 1 991 | 1 921 | 1 913 | 1 802 | 1 848 | 1 817 | 1 897 | 2 059 |

| 1962  | 1968  | 1975  | 1982  | 1990  | 1999  | 2006 | 2011 | 2016 |
| ----- | ----- | ----- | ----- | ----- | ----- | ---- | ---- | ---- |
| 2 320 | 2 722 | 2 992 | 5 327 | 7 114 | 7 723 | -    | -    | -    |

| 2019 | - | - | - | - | - | - | - | - |
| ---- | - | - | - | - | - | - | - | - |
| -    | - | - | - | - | - | - | - | - |

## Administració
| Període   | Identitat           | Partit        |
| --------- | ------------------- | ------------- |
| 1944-1947 | Raymond Boyer       |               |
| 1995-2002 | Josette Pons        | UMP           |
| 2002-2008 | Sylviane Pardon     | UMP           |
| 2008-     | Jean-Claude Richard | Divers droite |